# Шальонкі
Шальонкі (пол. Szalonki) — село в Польщі, у гміні Осенцини Радзейовського повіту Куявсько-Поморського воєводства.
Населення — 135 осіб (2011).
У 1975-1998 роках село належало до Влоцлавського воєводства.

## Демографія
Демографічна структура станом на 31 березня 2011 року:
|          | Загалом | Допрацездатний вік | Працездатний вік | Постпрацездатний вік |
| -------- | ------- | ------------------ | ---------------- | -------------------- |
| Чоловіки | 68      | 9                  | 52               | 7                    |
| Жінки    | 67      | 13                 | 39               | 15                   |
| Разом    | 135     | 22                 | 91               | 22                   |